# Palais Rontaunay
Le palais Rontaunay est une villa créole de Saint-Denis, le chef-lieu de l'île de La Réunion, un département et région d'outre-mer français dans l'océan Indien. Située à l'angle de la rue Jean-Chatel et de la rue Rontaunay, qui relève du quartier du Barachois, elle a été construite au début du XIXe siècle et est inscrite à l'inventaire supplémentaire des Monuments historiques depuis le 26 juin 1997,. Elle a longtemps servi de siège au conseil général de La Réunion avant qu'il ne déménage dans le quartier de La Source, où il se trouve toujours aujourd'hui. Puis, dans les années 1980, elle a également accueilli le conseil régional de La Réunion, qui a finalement déménagé son siège au Moufia en 1991. Le monument a été ravagé par les flammes le 18 janvier 2019 aux alentours de 16h.

## Histoire
La maison est construite entre 1854 et 1862 par le richissime commerçant, armateur et planteur Julien Gaultier de Rontaunay, originaire de Maurice et venu s'installer à La Réunion à la suite de la prise de l'île de France par les Britanniques. Commerçant habile, cet armateur avait possédé dix-neuf goélettes de mille tonneaux et en avait affrété une cinquantaine d'autres, étendant son négoce des Mascareignes aux Indes en passant par Madagascar et la côte africaine. Mais il est compromis lorsque la variole est introduite à La Réunion et il abandonne toutes ses charges pour mener une existence d'ermite. Lorsqu'il meurt dans sa maison, le 14 janvier 1863, sa fortune est dévolue à ses héritiers naturels, mais le palais finit par revenir au conseil départemental de La Réunion.
Bien plus tard, lorsque le conseil régional de La Réunion est créé en 1983, il prend le palais Rontaunay pour siège et y demeure jusqu'en 1991, date de l'inauguration de l'hôtel de région en forme de pyramide inversée dans le quartier du Moufia. Mais faute d'hémicycle sur place, les élus siègent par ailleurs pendant cette période au palais de la Source, soit dans les locaux du conseil départemental de La Réunion.